# NGC 1766
NGC 1766 ist die Bezeichnung eines offenen Sternhaufens im Sternbild Mensa. Das Objekt wurde am 23. Dezember 1834 von John Herschel entdeckt.